# Suzuki Vision Gran Turismo
A Suzuki Vision Gran Turismo a Suzuki 2022-ben bemutatott hibrid autó-modellje.
A Suzuki azon kevés gyártó egyike, amely autókat és motorokat is gyárt. A 20 évvel ezelőtt bemutatott GSX-R/4 sportkoncepciót a 2- és 4-kerekű sportjárművek ötvözeteként fejlesztették ki. A cég „ Hayabusa ” zászlóshajó sportmotorjának nagy teljesítményű motorja a hajó középső pozíciójában volt felszerelve egy könnyű alumínium vázas karosszériára. A GSX-R/4 a korábbi Gran Turismo játékokban is megjelent.
És most a Hayabusa motor legújabb fejlesztése visszatér a Suzuki legújabb fejlesztéseivel az elektromosítás és a könnyűszerkezetes építési módszerek terén a Suzuki Vision Gran Turismóban.
Az autó elülső motoros, hátsókerék-hajtású, az új Hayabusa 1340 cm^3 (1340 cm3) motorral, amelyet közvetlenül az első tengely mögé szereltek fel. A benzinmotor két elektromos motorral van kombinálva, amelyek az első kerekeket hajtják, és egy, amely a hátsó kerekeket hajtja. A névleges összteljesítmény 318 kW (426 LE) és 610 Nm (448,4 ft-lb) forgatónyomaték, 3000 ford./percnél tetőzik. A Suzuki könnyűszerkezetes konstrukcióinak köszönhetően a 2 üléses kabrió 2138 fonttal dönti meg a mérleget.
A külső dizájn egyesíti a Suzuki sportörökségének DNS-ét, amely a Swift Sporton látható . A GSX-R/4 hosszú orra a cég Cappuccino "kei autójára" emlékeztet. A belső kialakítás egy motorkerékpár esztétikájával rendelkezik, és a vezetés örömét fejezi ki a modern, tiszta sport stílusában.
A Suzuki Vision Gran Turismo Gr.3-as versenyváltozatát is később bemutatták. A hajtásés az elrendezés jelentős módosításokon fog átesni, hogy megfeleljen a Gr.3 előírásoknak.